# Concrete and Gold
Concrete and Gold – dziewiąty album studyjny amerykańskiego zespołu rockowego Foo Fighters, który ukazał się 15 września 2017 roku nakładem wytwórni RCA Records. Pierwszy singiel, "Run", został wydany 1 czerwca 2017 i dostał się na szczyt listy Mainstream Rock Songs następnego miesiąca. Drugi singiel, "The Sky Is a Neighborhood", ukazał się 23 sierpnia 2017, a trzeci, "The Line", tydzień przed premierą albumu. Album znalazł się na pierwszym miejscu na liście Billboard 200.